# Język kumycki
Język kumycki (къумукъ тил / qumuq til) – język z rodziny turkijskiej używany w Dagestanie. Posługuje się nim 428 tys. osób.
Do pocz. XX w. był środkiem kontaktów międzyetnicznych na północno-wschodnim Kaukazie.

## Historia
W Dagestanie język kumycki był znany jako „język muzułmański” (бусурман тил, busurman til). Na północno-wschodnim Kaukazie był używany jako lingua franca aż do doby radzieckiej oraz pełnił funkcję oficjalnego języka kontaktów z ówczesną administracją rosyjską.
Kumycki język literacki ukształtował się na początku XIX wieku i zapisywał się pismem arabskim.
W 1923 r. został językiem urzędowym Dagestańskiej ASRR z uwagi na to, iż „większość ludności rdzennego Dagestanu mówi i rozumie język turkijsko-kumycki... doświadczenie, uzyskane w związku z nauczaniem języka turkijskiego w szkołach Górskiego Dagestanu, przyniosło znakomite rezultaty... odnotowano..., że język turkijsko-kumycki jest jedynym językiem komunikacji obywateli rdzennego Dagestanu”.
W 1928 r. wprowadzono janalif, lecz od 1938 r. język jest zapisywany cyrylicą.

## Alfabet
Obowiązujący alfabet języka kumyckiego, pomijając dwuznaki, jest identyczny do alfabetu rosyjskiego.

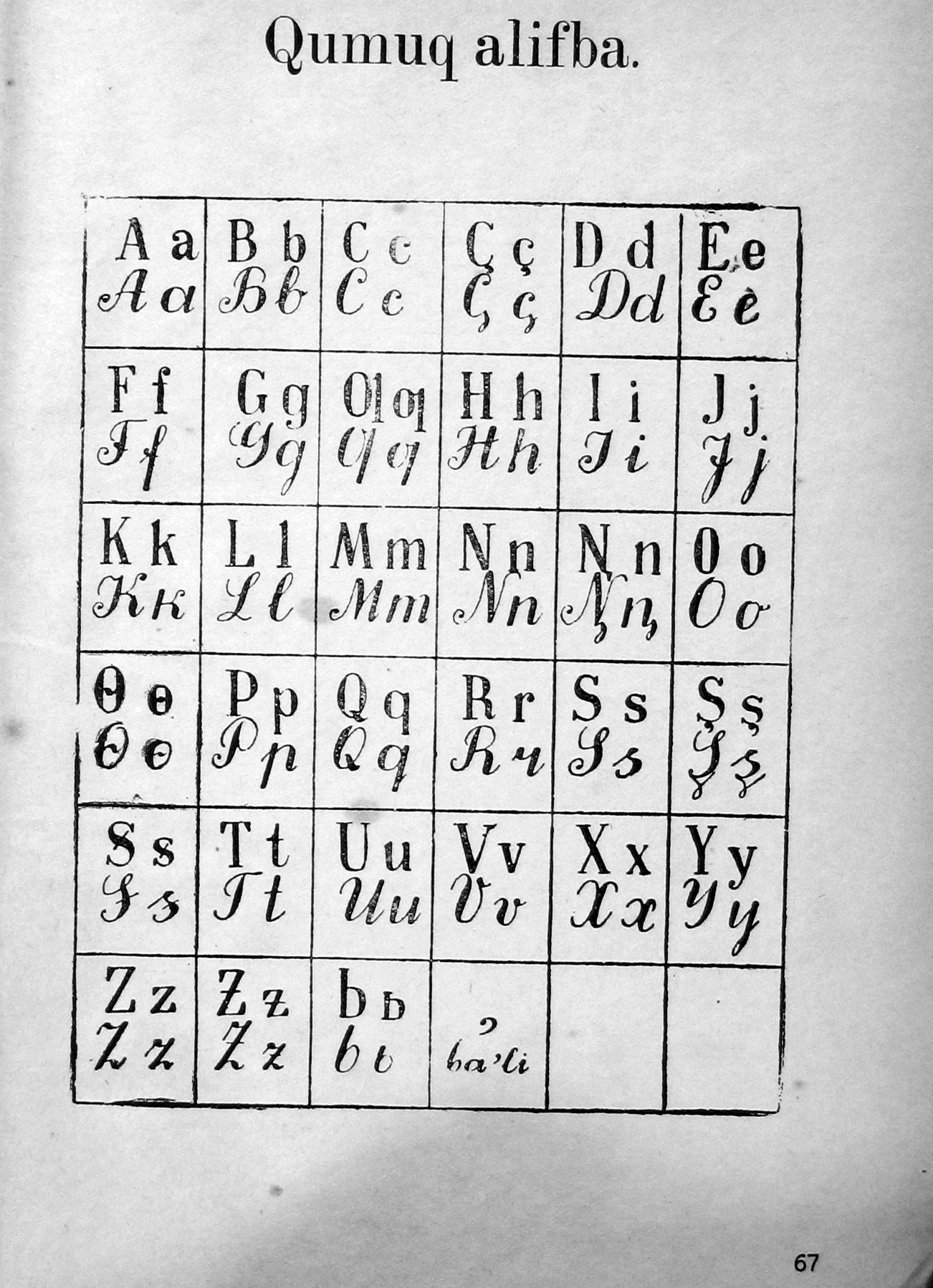
Janalif kumycki z 1935 r.

| А а | Б б | В в   | Г г | Гъ гъ | Гь гь | Д д   | Е е |
| Ё ё | Ж ж | З з   | И и | Й й   | К к   | Къ къ | Л л |
| М м | Н н | Нг нг | О о | Оь оь | П п   | Р р   | С с |
| Т т | У у | Уь уь | Ф ф | Х х   | Ц ц   | Ч ч   | Ш ш |
| Щ щ | Ъ ъ | Ы ы   | Ь ь | Э э   | Ю ю   | Я я   |     |